# サーブ・95

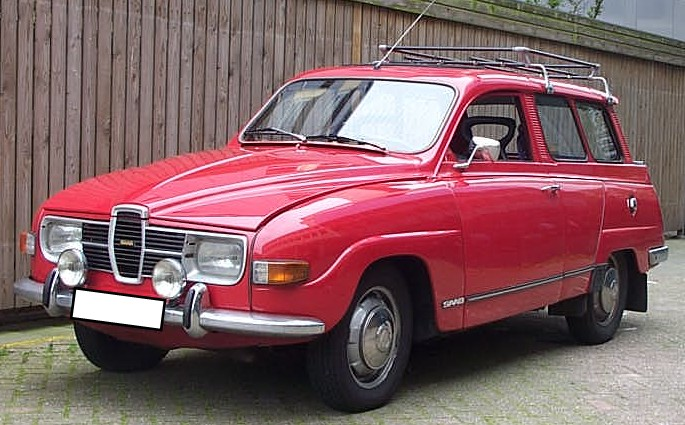
Saab 95 V4 1974

サーブ・95はスウェーデンの航空機メーカー・サーブの自動車部門（現サーブ・オートモービル）が1959年から1978年まで製造した乗用車で、サーブ・93・96のワゴンモデル（3ドア7人乗り）である。

## 概要
縦置きの前輪駆動で、長い下り坂での焼きつきを防ぐフリーホイール機構を持つ点は93と同様であったが、95で最初に用いられたエンジンは、水冷、2サイクル、直列3気筒、排気量841ccであった。当時の93は750ccであったが、95ではワゴン化による車両総重量（乗車定員と積載重量）増加を考慮し、排気量が拡大された。95の後を追う形で1963年以降の96も850ccとなった。
1967年以降は96と同様、フォード・タウヌス12M/15M用の4サイクルV型4気筒エンジンに変更され、1,498cc、55馬力となった。同時にヘッドランプが丸型から角型となった。
1976年モデルでは後ろ向きのサードシート（ジャンプシート）が廃止され、一般的な5人乗りとなり、1978年、96より二年早く生産中止となった。累計生産台数は110,527台であった。
ノルウェー・デンマーク向けにはパネルバンが作られた他、ピックアップトラックに改造された例も見られる。